# Gravelier
Un gravelier est un artisan, qui, au Moyen Âge, préparait des cendres gravelées, matériau utilisé afin de préparer les tissus à l'ajout de teinture. Cette tâche est parfois également accomplie par le vinaigrier.
Les cendres gravelées sont préparées à partir de lie de vinaigre, qui est d'abord séchée, puis brûlée. La matière résultante contient du sel alcalin.
On emploie aussi, en raison de leur causticité, les cendres gravelées dans la composition de la pierre à cautère, qui se fait avec une partie de chaux vive, et deux parties de cendres gravelées. 
La rue des Gravilliers dans le 3e arrondissement de Paris créée en 1250, alors en dehors des murs d'enceinte de la ville, sous l'orthographe « Rue de Gravelier » ferait référence à ces artisans.